# Мршић
Мршић је српско-хрватско презиме, настало по личном својству „мршав“. Може се односити на следеће особе:
- Драгомир Мршић (1969), шведски глумац
- Симон Мршић (1991), амерички и босански фудбалер